# WWE Fastlane (2023)
Der 7. WWE Fastlane 2023 war eine Wrestling-Veranstaltung der WWE, die als Pay-per-View auf dem WWE Network und dem Streaming-Portal Peacock ausgestrahlt wurde. Sie fand am 7. Oktober 2023 im Gainbridge Fieldhouse in Indianapolis, Indiana, Vereinigte Staaten statt. Es war die 7. Austragung des Fastlane seit 2015.

## Hintergrund
Im Vorfeld der Veranstaltung wurden fünf Matches angesetzt. Diese resultierten aus den Storylines, die in den Wochen vor dem Fastlane bei Raw und SmackDown, den wöchentlichen Shows der WWE, gezeigt wurden.

## Ergebnisse
| Matchart                                                      |                                              |      |                                                                     | Zeit  |
| ------------------------------------------------------------- | -------------------------------------------- | ---- | ------------------------------------------------------------------- | ----- |
| Tag-Team-Match um die Undisputed WWE Tag Team Championship    | Cody Rhodes und Jey Uso                      | bes. | The Judgment Day Finn Bálor und Damian Priest (C)                   | 20:43 |
| Six-Man-Tag-Team-Match                                        | LWO Rey Mysterio, Santos Escobar und Carlito | bes. | Bobby Lashley und The Street Profits Angelo Dawkins und Montez Ford | 9:01  |
| Triple-Threat-Match um die WWE Women’s Championship           | Iyo Sky (C)                                  | bes. | Asuka und Charlotte Flair                                           | 17:15 |
| Tag-Team-Match                                                | John Cena und LA Knight                      | bes. | Jimmy Uso und Solo Sikoa                                            | 17:21 |
| Last-Man-Standing-Match um die World Heavyweight Championship | Seth Rollins (C)                             | bes. | Shinsuke Nakamura                                                   | 28:30 |

| Funktion      | Name            |
| ------------- | --------------- |
| Kommentatoren | Pat McAfee      |
| Kommentatoren | Corey Graves    |
| Kommentatoren | Michael Cole    |
| Pre-Show      | Kayla Braxton   |
| Pre-Show      | Peter Rosenberg |
| Pre-Show      | Wade Barrett    |
| Pre-Show      | Booker T        |
| Pre-Show      | Jackie Redmond  |
| Ringansager   | Mike Rome       |